# Ana Foxxx
Ana Foxxx (Rialto, Kalifornia, 1988. október 29. –) amerikai pornószínésznő. 2012-ben, 24 évesen lépett be a szexiparba.

## Válogatott filmográfia
- 2011: Black Anal Addiction 2
- 2011: Bartender
- 2013: Black Heat
- 2013: Sport Fucking 11
- 2013: Pussy Workout 3
- 2013: This Ain’t Star Trek XXX 3
- 2017: Violation Of Ana Foxxx
- 2018: Interracial Lesbians

## Díjai
| Év   | Díjátadó         | Kategória                 | Eredmény |
| ---- | ---------------- | ------------------------- | -------- |
| 2012 | Urban X Award    | Feltörekvő sztár (nő)     | Jelölve  |
| 2013 | AVN Award        | Legjobb fiatal sztár (nő) | Jelölve  |
| 2013 | NightMoves Award | Legjobb kisebbségi előadó | Jelölve  |
| 2014 | XBIZ Award       | Legjobb fiatal sztár (nő) | Jelölve  |